# Petr Zídek
Petr Zídek (* 8. června 1971 Praha) je český historik a novinář. Vystudoval historii na Filozofické fakultě UK v Praze, kde také absolvoval postgraduální studium a v roce 2004 obhájil disertační práci na téma Československo a francouzská Afrika 1954–1965. Pracoval pro Český deník: Noviny pro Čechy, Moravu a Slezsko, Denní Telegraf a týdeník Respekt. Od června 2001 do srpna 2020 působil jako redaktor sobotní přílohy Lidových novin Orientace, kam přispívá především recenzemi historických knih, rozhovory a historickými reportážemi. Zároveň psal pravidelný středeční sloupek Lidových novin „Archiv“, který se věnoval současným i minulým politickým, společenským i kulturním problémům. Od listopadu 2020 působí jako šéfredaktor revue Paměť a dějiny, kterou vydává Ústav pro studium totalitních režimů České republiky. Profesně se zaměřuje především na dějiny Československa, mezinárodní vztahy a historii Afriky.

## Publikace
- Mali – stručná historie států. Libri, Praha 2004.
- Československo a francouzská Afrika 1948–1968. Libri, Praha 2006.
- Československo a subsaharská Afrika v letech 1948–1989 (spoluautor Karel Sieber). Ústav mezinárodních vztahů, Praha 2007.
- Československo a Blízký východ v letech 1948–1989 (spoluautor Karel Sieber). Ústav mezinárodních vztahů, Praha 2009.
- Příběh herečky: dělnická prokurátorka Ludmila Brožová a její svět. Dokořán, Praha 2010.
- Po boku: Třiatřicet manželek našich premiérů (1918–2012). Universum, Praha 2012.
- Češi v srdci temnoty: Sedmadvacet historických reportáží o prvním čtvrtstoletí vlády komunistů. Universum, Praha 2013.
- Hana Benešová, 1885–1974. Husitské muzeum v Táboře, Tábor 2013.
- Osobnosti Lidových novin: Životní příběhy lidí, kteří vytvářeli nejstarší český deník (1893–1989). Universum, Praha 2014.
- Hana Benešová: Neobyčejný příběh manželky druhého československého prezidenta (1885–1974). Universum, Praha 2014.
- Edvard Beneš, 1884–1948. Husitské muzeum v Táboře, Tábor 2015.
- Utajená láska prezidenta Masaryka. Oldra Sedlmayerová (1884–1954). Universum, Praha 2017.
- Po boku: Šestatřicet manželek našich premiérů (1918–2018). Universum, Praha 2018.
- Budovatelé státu. Příběhy osobností, které ovlivnily vznik Československa (s kolektivem spoluautorů). Universum, Praha 2018.
- Lidé roku 1989. Vítězové a poražení sametové revoluce (s kolektivem spoluautorů). Universum, Praha 2019.